# Georg Emil Hansen

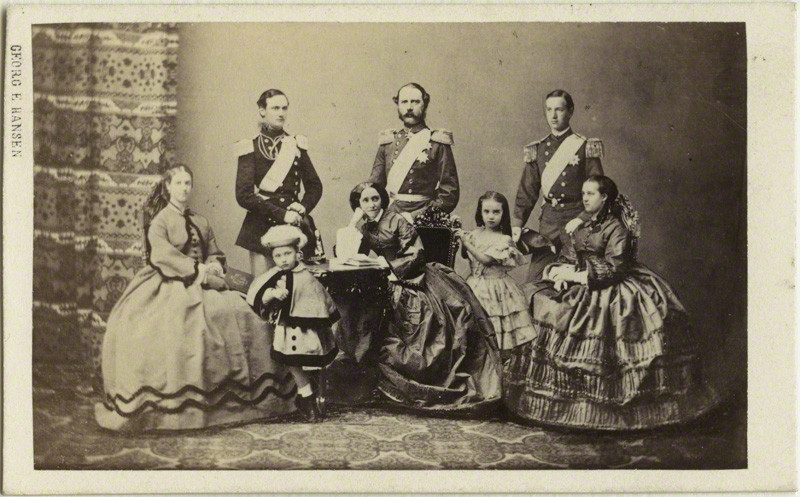
Georg Emil Hansen: Kristián IX. s rodinou, albuminová carte de visite, fotomontáž, 1862, 54 mm x 85 mm

Georg Emil Hansen (12. května 1833 – 21. prosince 1891) byl dánský portrétní fotograf a průkopník fotografie ve druhé polovině 19. století. Měl vlastní fotografické studio v Kodani a později se stal úspěšným dvorním fotografem.

## Život a dílo
Narodil se v Naestvedu v jižním Sjællandu, umění daguerrotypie se naučil od svého otce C. C. Hansena, který začal vyrábět daguerreotypie v roce 1849. Po studiu fotografie v Německu, v roce 1854 pomohl svému otci založit fotografické studio poblíž Kongens Nytorv v centru Kodaně. Nové zařízení si přivezl s sebou z Německa.
V roce 1856 si otevřel vlastní studio, nejprve v Bredgade a později v Østergade. Hansen vynikal především v přebírání nových technologií. Byl prvním, kdo používal papírové tisky a dělal portréty celé figury. Získal ocenění za své výstavy v Londýně (1862) a v Berlíně (1865). V roce 1867, spolu se svým bratrem Nielsem Christianem Hansenem, a ještě dalšími dvěma fotografy založili fotografickou firmu, ze které se později stala Hansen, Schou & Weller – dánští dvorní fotografové.

## Dvorní fotograf
O několik let později se stal dvorním fotografem, fotografoval královské rodiny v Dánsku, Anglii, Rusku a Řecku. Byl zvláště úspěšný v prodeji dánské královské rodiny na carte de visite. Odhaduje se, že prodal až 37 000 výtisků mladé Princezny Alexandry, když se provdala za korunního prince Edwarda VII. v roce 1863.

## Hans Christian Andersen
Hans Christian Andersen se o fotografii velmi zajímal. Na samém jejím počátku si pozýval fotografy, aby zhotovili jeho portrét.
Pózoval při mnoha příležitostech pro Hansena mezi lety 1860 a 1874. Ve svém deníku si Andersen 19. července 1862 poznamenal: "Jel jsem za Hansenem, který mě fotografoval; dostal jsem 24 portrétů."

## Galerie

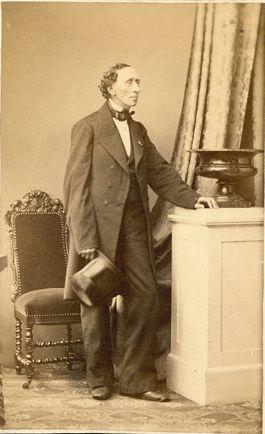
Georg E. Hansen: Hans Christian Andersen, 1862
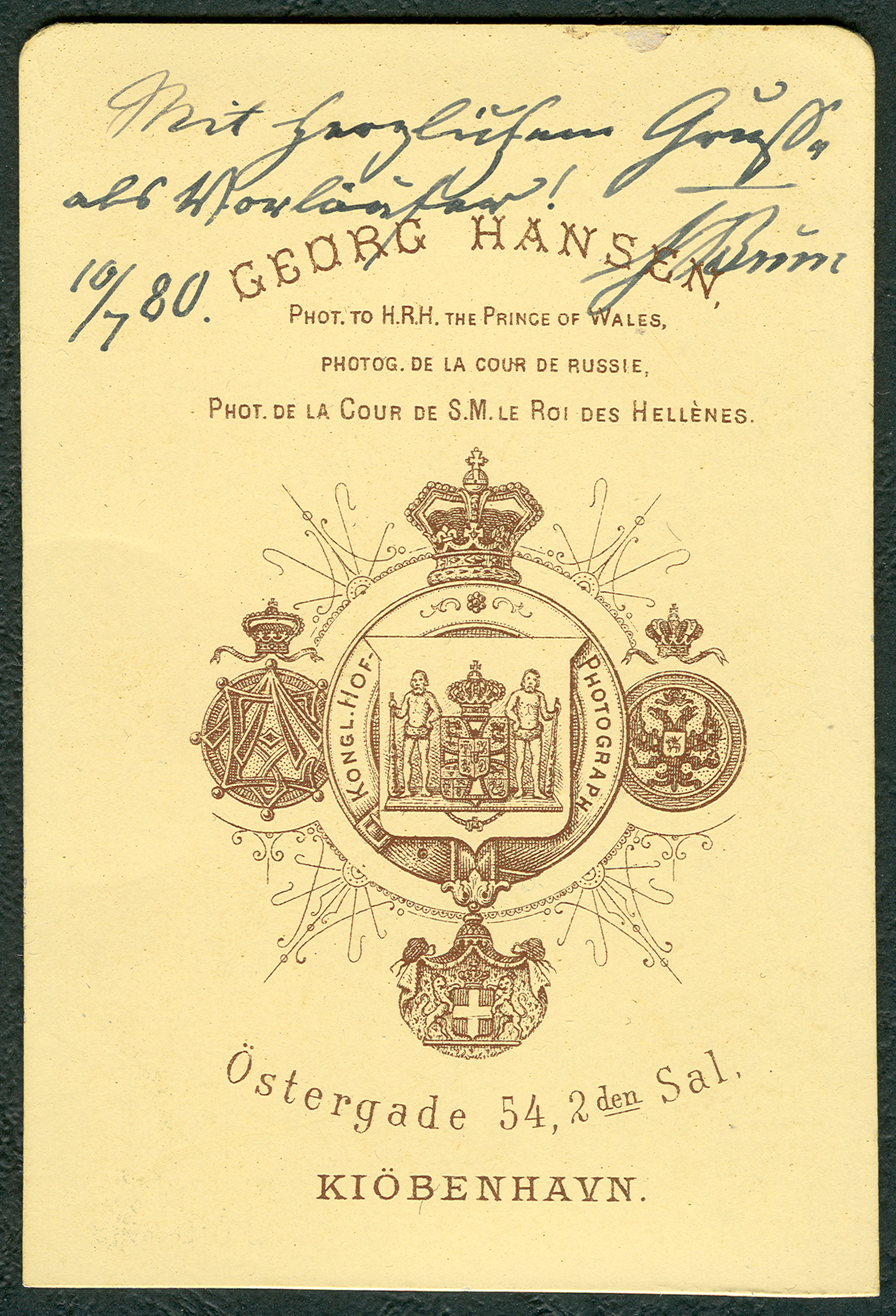
Symboly dvorního fotografa na zadní straně fotografie
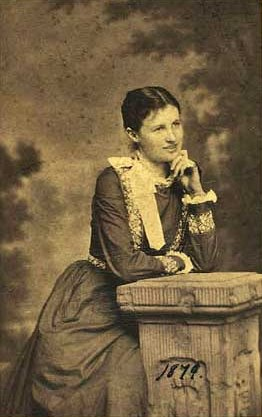
Agnes Slott-Møller
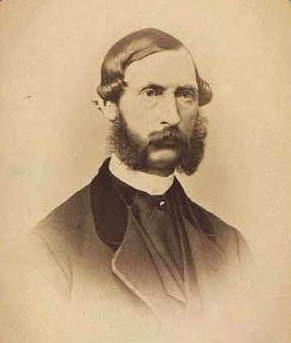
Frédéric de Schleswig-Holstein-Sonderbourg-Glücksbourg
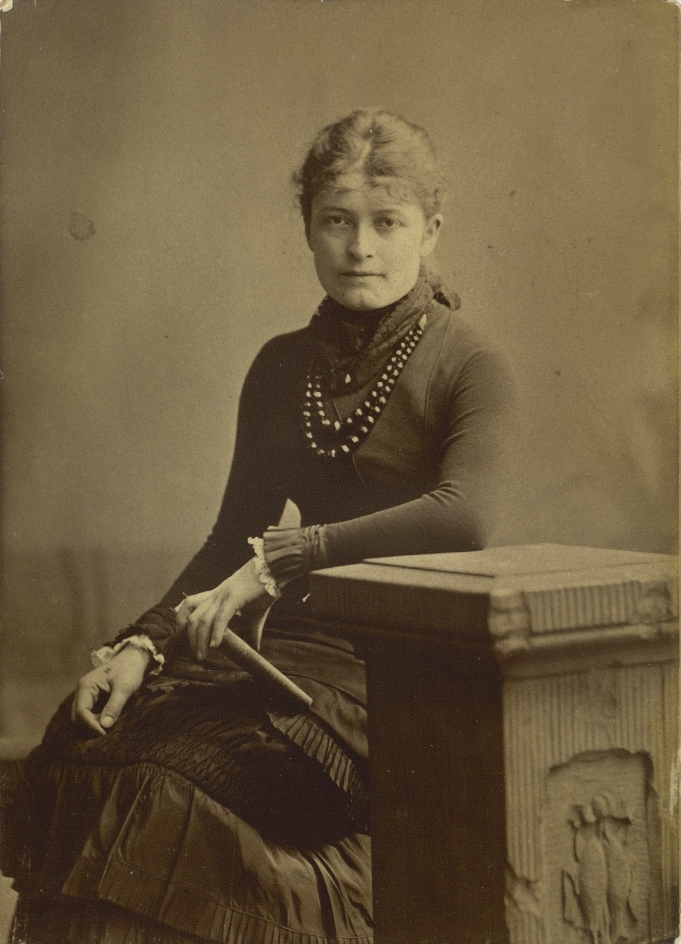
Bertha Wegmann
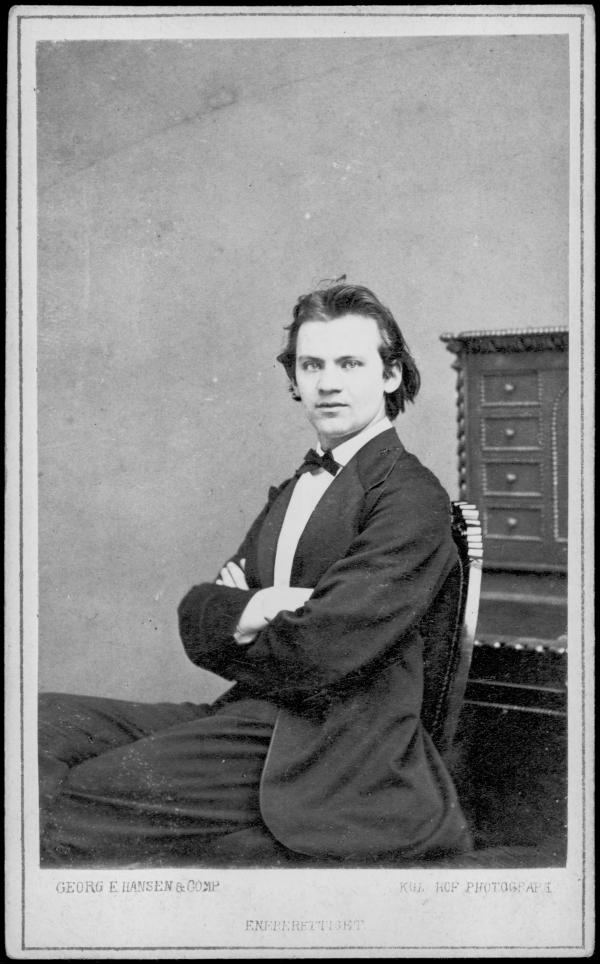
Franz Xaver Neruda